# Julio Soler
Julio César Soler Barreto (* 16. Februar 2005 in Asunción, Paraguay) ist ein argentinisch-paraguayischer Fußballspieler.

## Karriere

### Verein
Im Sommer 2022 wechselte er aus der U20 des CA Lanús in deren zweite Mannschaft. Nach einer Saison stieß er zur Spielzeit 2023/24 in den Kader der ersten Mannschaft vor, kurze Zeit später gab er in dieser sein Ligadebüt.

### Nationalmannschaft
Mit der argentinischen U20 absolvierte er erstmals im September 2022 ein Freundschaftsspiel, auf das seither noch einige folgten. Er fehlte jedoch seit seinem Debüt bislang in jedem Turnierkader der Auswahl.
Zur Vorbereitung für das olympische Fußballturnier wurde er erstmals im Juni 2024 für die argentinische U23 nominiert und kam hier auch einmal zum Einsatz. So wurde er dann auch Teil des Aufgebots im Olympiakader für die Spiele 2024 in Paris.